# Cannibal (EP)
Pour les articles homonymes, voir Cannibal.
Albums de Kesha
Animal
(2010) I Am the Dance Commander + I Command You to Dance: The Remix Album
(2011)
Singles
1. We R Who We R
Sortie : 22 octobre 2010
2. Blow
Sortie : 8 février 2011
3. Cannibal
Sortie : ???

Cannibal est un maxi de la chanteuse Kesha. Il est sorti le 19 novembre 2010 et est composé de 9 chansons. Initialement prévu pour être une version deluxe de l'album Animal, il a finalement été décidé qu'il serait réalisé en tant que réédition de l'album. Kesha a travaillé avec une variété de producteurs et d'auteurs tels que Dr. Luke comme producteur exécutif, Benny Blanco, Ammo, Max Martin, Bangladesh et d'autres.

## Développement
Initialement prévu pour être un réédition de l'album Animal, Cannibal a été à la fois comme une version deluxe de Animal et comme un EP de 9 chansons qui prennent la suite d'Animal. Cannibal devait contenir au départ de 4 à 8 chansons or, la version finale consiste en 8 chansons et 1 remix, soit 9 chansons au total. L'enregistrement de l'album s'est fait durant le mois de septembre 2010 au studio Conway avec de nouveau Dr. Luke comme producteur exécutif. Comme pour son premier album, Kesha a travaillé avec les mêmes producteurs et auteurs : Dr. Luke, Ammo, Benny Blanco et Max Martin, mais a également fait appel au producteur Bangladesh. Elle a expliqué ce choix par le fait de vouloir un « durcissement de pointe pour sa musique ».

## Singles
We R Who We R est sorti comme premier single de l'EP le 22 octobre 2010. Kesha a dit être affectée par les récents suicides d'adolescents, en particulier celui de Tyler Clementi qui s'est suicidé après avoir été démasqué comme gay par son colocataire. Elle a précisé : « J'ai été vraiment touchée [...] ayant fait l'objet de la haine très publique [moi-même]. Je n'ai absolument aucune idée de la façon dont ces colocataires étaient. Ce que je fais à travers n'est rien comparé à ce qu'ils avaient à parcourir. Il suffit de voir les choses s'améliorer et vous aurez besoin de célébrer qui vous êtes. » Elle espère que la chanson sera un hymne pour les « bizarres », et dit : « Chaque chose étrange au sujet de vous est belle et rend la vie intéressante. J'espère que la chanson fait ressentir vraiment l'émotion de célébrer qui vous êtes ».
Blow est le second single officiel, et a été envoyé aux radios U.S. le 8 février 2011.
Cannibal est le 3e et le dernier single de cet EP.

## Liste des pistes
| No | Titre                    | Auteur                                                                    | Producteur(s)                      | Durée |
| -- | ------------------------ | ------------------------------------------------------------------------- | ---------------------------------- | ----- |
| 1. | Cannibal                 | Kesha Sebert, Joshua Coleman, Mathieu Jomphe, Pebe Sebert                 | Ammo, Billboard                    | 3:14  |
| 2. | We R Who We R            | K. Sebert, Lukasz Gottwald, Benjamin Levin, Coleman, Jacob Kasher Hindlin | Dr. Luke, Benny Blanco, Ammo       | 3:24  |
| 3. | Sleazy                   | K. Sebert, Gottwald, Levin, Shondrae Crawford, Klas Åhlund                | Dr. Luke, Benny Blanco, Bangladesh | 3:25  |
| 4. | Blow                     | K. Sebert, Gottwald, Levin, Åhlund, Max Martin, Allan Grigg               | Dr. Luke, Benny Blanco, Max Martin | 3:40  |
| 5. | The Harold Song          | K. Sebert, Coleman                                                        | Ammo                               | 3:58  |
| 6. | Crazy Beautiful Life     | K. Sebert, Gottwald, Martin, P. Sebert                                    | Dr. Luke                           | 2:50  |
| 7. | Grow a Pear              | K. Sebert, Gottwald, Levin, Martin                                        | Dr. Luke, Benny Blanco, Max Martin | 3:28  |
| 8. | C U Next Tuesday         | K. Sebert, David Gamson, Marc Nelkin                                      | David Gamson                       | 3:45  |
| 9. | Animal (Billboard Remix) | K. Sebert, Gottwald, Greg Kurstin, P. Sebert                              | Billboard                          | 4:15  |

## Classements
| Classement (2010)     | Meilleure position |
| --------------------- | ------------------ |
| Canadian Albums Chart | 14                 |
| Billboard 200         | 15                 |

## Certifications
| Pays              | Certification | Unités certifiées |
| ----------------- | ------------- | ----------------- |
| États-Unis (RIAA) | 2 × Platine   | 2 000 000         |

## Dates de sorties
| Pays             | Date             | Label                          |
| ---------------- | ---------------- | ------------------------------ |
| Australie        | 19 novembre 2010 | Sony Music Entertainment       |
| Allemagne        | 19 novembre 2010 | Sony Music Entertainment       |
| Nouvelle-Zélande | 22 novembre 2010 | Sony Music Entertainment       |
| Philippines      | 22 novembre 2010 | Sony Music Entertainment       |
| Canada           | 22 novembre 2010 | RCA Records                    |
| États-Unis       | 22 novembre 2010 | RCA Records                    |
| Japon            | 8 décembre 2010  | Sony Music Entertainment Japan |